# Countrywide Classic 2003 - Qualificazioni singolare
Le qualificazioni del singolare  del Countrywide Classic 2003 sono state un torneo di tennis preliminare per accedere alla fase finale della manifestazione. I vincitori dell'ultimo turno sono entrati di diritto nel tabellone principale. In caso di ritiro di uno o più giocatori aventi diritto a questi sono subentrati i lucky loser, ossia i giocatori che hanno perso nell'ultimo turno ma che avevano una classifica più alta rispetto agli altri partecipanti che avevano comunque perso nel turno finale.
Le qualificazioni del torneo Countrywide Classic 2003 prevedevano 32 partecipanti di cui 4 sono entrati nel tabellone principale.

## Teste di serie
1. Zack Fleishman (Qualificato)
2. Denis Golovanov (Qualificato)
3. Andrew Ilie (Qualificato)
4. Luka Gregorc (secondo turno)

1. Sanjin Sadovich (secondo turno)
2. Travis Rettenmaier (ultimo turno)
3. Adam Seri (ultimo turno)
4. Jamil Al Agba (ultimo turno)

## Qualificati
1. Zack Fleishman
2. Denis Golovanov

1. Andrew Ilie
2. Robert Yim

## Tabellone

### Legenda
| - Q = Qualificato - WC = Wild card - LL = Lucky loser | - ALT = Alternate - SE = Special Exempt - PR = Protected Ranking | - w/o = Walkover - r = Ritirato - d = Squalificato |

### Sezione 1
|  | Primo turno     | Primo turno     | Primo turno     | Primo turno | Primo turno |  |  | Secondo turno | Secondo turno      | Secondo turno      | Secondo turno      | Secondo turno |   |   | Ultimo turno | Ultimo turno   | Ultimo turno | Ultimo turno | Ultimo turno |  |
|  |                 |                 |                 |             |             |  |  |               |                    |                    |                    |               |   |   |              |                |              |              |              |  |
|  |                 |                 |                 |             |             |  |  |               |                    |                    |                    |               |   |   |              |                |              |              |              |  |
|  |                 |                 |                 |             |             |  |  | 1             | Zack Fleishman     | 2                  | 6                  | 6             |   |   |              |                |              |              |              |  |
|  | Brandon Kramer  | Brandon Kramer  | 3               | 7           | 6           |  |  |               | Brandon Kramer     | 6                  | 1                  | 0             |   |   |              |                |              |              |              |  |
|  | Eric Basica     | Eric Basica     | 6               | 5           | 3           |  |  |               |                    |                    |                    |               |   |   | 1            | Zack Fleishman | 6            | 68           | 6            |  |
|  | Douglas Stewart | Douglas Stewart | Douglas Stewart | 7           | 7           |  |  |               |                    | 6                  | Travis Rettenmaier | 1             | 7 | 3 |              |                |              |              |              |  |
|  | Danny Westerman | Danny Westerman | Danny Westerman | 5           | 5           |  |  |               | Douglas Stewart    | Douglas Stewart    | 2                  | 3             |   |   |              |                |              |              |              |  |
|  |                 |                 |                 |             |             |  |  | 6             | Travis Rettenmaier | Travis Rettenmaier | 6                  | 6             |   |   |              |                |              |              |              |  |
|  |                 |                 |                 |             |             |  |  |               |                    |                    |                    |               |   |   |              |                |              |              |              |  |

### Sezione 2
|  | Primo turno          | Primo turno          | Primo turno          | Primo turno          | Primo turno |  |  | Secondo turno | Secondo turno   | Secondo turno   | Secondo turno | Secondo turno |   |   | Ultimo turno | Ultimo turno    | Ultimo turno    | Ultimo turno | Ultimo turno |  |
|  |                      |                      |                      |                      |             |  |  |               |                 |                 |               |               |   |   |              |                 |                 |              |              |  |
|  |                      |                      |                      |                      |             |  |  |               |                 |                 |               |               |   |   |              |                 |                 |              |              |  |
|  |                      |                      |                      |                      |             |  |  | 2             | Denis Golovanov | Denis Golovanov | 6             | 7             |   |   |              |                 |                 |              |              |  |
|  | Dave Lingman         | Dave Lingman         | Dave Lingman         | 6                    | 7           |  |  |               | Dave Lingman    | Dave Lingman    | 4             | 611           |   |   |              |                 |                 |              |              |  |
|  | Alex Menichini       | Alex Menichini       | Alex Menichini       | 1                    | 65          |  |  |               |                 |                 |               |               |   |   | 2            | Denis Golovanov | Denis Golovanov | 6            | 6            |  |
|  | Michael Redmond      | Michael Redmond      | Michael Redmond      | Michael Redmond      | W-O         |  |  |               |                 | 8               | Jamil Al Agba | Jamil Al Agba | 0 | 1 |              |                 |                 |              |              |  |
|  | Dylan Seong-Kwan Kim | Dylan Seong-Kwan Kim | Dylan Seong-Kwan Kim | Dylan Seong-Kwan Kim |             |  |  |               | Michael Redmond | Michael Redmond | 2             | 2             |   |   |              |                 |                 |              |              |  |
|  | 8                    | Jamil Al Agba        | Jamil Al Agba        | 6                    | 6           |  |  | 8             | Jamil Al Agba   | Jamil Al Agba   | 6             | 6             |   |   |              |                 |                 |              |              |  |
|  |                      | Lester Cook          | Lester Cook          | 3                    | 4           |  |  |               |                 |                 |               |               |   |   |              |                 |                 |              |              |  |

### Sezione 3
|  | Primo turno      | Primo turno      | Primo turno      | Primo turno | Primo turno |  |  | Secondo turno | Secondo turno    | Secondo turno    | Secondo turno | Secondo turno |   |   | Ultimo turno | Ultimo turno | Ultimo turno | Ultimo turno | Ultimo turno |  |
|  |                  |                  |                  |             |             |  |  |               |                  |                  |               |               |   |   |              |              |              |              |              |  |
|  |                  |                  |                  |             |             |  |  |               |                  |                  |               |               |   |   |              |              |              |              |              |  |
|  |                  |                  |                  |             |             |  |  | 3             | Andrew Ilie      | Andrew Ilie      | 6             | 6             |   |   |              |              |              |              |              |  |
|  | Stephen Amritraj | Stephen Amritraj | Stephen Amritraj | 6           | 7           |  |  |               | Stephen Amritraj | Stephen Amritraj | 3             | 4             |   |   |              |              |              |              |              |  |
|  | Ashwat Sarohia   | Ashwat Sarohia   | Ashwat Sarohia   | 4           | 6           |  |  |               |                  |                  |               |               |   |   | 3            | Andrew Ilie  | Andrew Ilie  | 6            | 6            |  |
|  | Kyle Spencer     | Kyle Spencer     | Kyle Spencer     | 6           | 7           |  |  |               |                  | 7                | Adam Seri     | Adam Seri     | 1 | 4 |              |              |              |              |              |  |
|  | Aaron Talarico   | Aaron Talarico   | Aaron Talarico   | 2           | 64          |  |  |               | Kyle Spencer     | Kyle Spencer     | 3             | 0             |   |   |              |              |              |              |              |  |
|  |                  |                  |                  |             |             |  |  | 7             | Adam Seri        | Adam Seri        | 6             | 6             |   |   |              |              |              |              |              |  |
|  |                  |                  |                  |             |             |  |  |               |                  |                  |               |               |   |   |              |              |              |              |              |  |

### Sezione 4
|  | Primo turno       | Primo turno       | Primo turno       | Primo turno | Primo turno |  |  | Secondo turno | Secondo turno     | Secondo turno     | Secondo turno     | Secondo turno |    |   | Ultimo turno | Ultimo turno | Ultimo turno | Ultimo turno | Ultimo turno |  |
|  |                   |                   |                   |             |             |  |  |               |                   |                   |                   |               |    |   |              |              |              |              |              |  |
|  |                   |                   |                   |             |             |  |  |               |                   |                   |                   |               |    |   |              |              |              |              |              |  |
|  |                   |                   |                   |             |             |  |  | 4             | Luka Gregorc      | 4                 | 6                 | 3             |    |   |              |              |              |              |              |  |
|  | Robert Yim        | Robert Yim        | Robert Yim        | 6           | 6           |  |  |               | Robert Yim        | 6                 | 4                 | 6             |    |   |              |              |              |              |              |  |
|  | Adam Loucks       | Adam Loucks       | Adam Loucks       | 2           | 4           |  |  |               |                   |                   |                   |               |    |   | Robert Yim   | Robert Yim   | 4            | 7            | 6            |  |
|  | Alexander Reichel | Alexander Reichel | Alexander Reichel | 6           | 6           |  |  |               |                   | Alexander Reichel | Alexander Reichel | 6             | 64 | 2 |              |              |              |              |              |  |
|  | Mark Merklein     | Mark Merklein     | Mark Merklein     | 4           | 3           |  |  |               | Alexander Reichel | Alexander Reichel | 6                 | 6             |    |   |              |              |              |              |              |  |
|  |                   |                   |                   |             |             |  |  | 5             | Sanjin Sadovich   | Sanjin Sadovich   | 1                 | 4             |    |   |              |              |              |              |              |  |
|  |                   |                   |                   |             |             |  |  |               |                   |                   |                   |               |    |   |              |              |              |              |              |  |